# Bratkowice
Bratkowice falu Lengyelország Kárpátaljai vajdaságának Rzeszówi járásában. Rzeszówtól 15 km-re északnyugatra fekszik, közigazgatásilag Świlcza községhez (gmina) tartozik. Rzeszów agglomerációjának része, lakossága gyorsan növekszik, 2006-ban 4100-an lakták. Czekaj, Morasy és Dąbry tartozik hozzá.
Itt született Tadeusz Żychiewicz (1922-1994) lengyel újságíró, művészettörténész. A második világháború alatt a környező erdőkben partizántevékenység folyt, a német megszállás áldozatainak két emlékműve is van a faluban. Keresztelő Szent Jánosnak szentelt katolikus temploma 1968-1970-ben épült.